# Jane Jegind
Jane Marie Jegind (født 28. maj 1974) er en dansk cand.negot., nuværende kommunal chef og tidligere byrådsmedlem og rådmand.
Jegind er uddannet cand.negot. i tysk fra Syddansk Universitet i 2000 og tidligere ansat i Mærsk Data og IBM Danmark. Siden 1. september 2020 har hun været chef for erhverv, kultur og turisme i Langeland Kommune.
Politisk debuterede hun som medlem af Odense Byråd i 1998 og fik sæde i børn- og ungeudvalget. Jegind var Venstres spidskandidat til kommunalvalgene i november 2005, 2009, 2013 og 2017, og var i perioden 2006-2009 rådmand for Børne- og Ungeforvaltningen. Hun blev genvalgt i 2009, og var rådmand for Ældre- og Handicapforvaltningen. I 2013 blev hun valgt med 11.482 personlige stemmer og var i perioden 2014-2020 by- og kulturrådmand. 1. september 2020 forlod hun byrådet.
I perioden 2020-2024 var hun formand for Seden Menighedsråd. Siden 2023 har hun endvidere været bestyrelsesmedlem i foreningen Østifterne. 
På byrådsmødet 6. marts 2019, modtog Jane Marie Jegind Ridderkorset af Dannebrog, for hendes hverv som byrådsmedlem i mere end 20 år. 
Hun var  indtil 2025 gift med Lars, og sammen har de  en datter. 

## Ekstern henvisning
- Personlig hjemmeside

## Reference
1. ↑  "Biografi på www.jegind.dk". Arkiveret fra originalen 13. juli 2007. Hentet 17. oktober 2007.